# Răscoala de la Tatarbunar
Răscoala de la Tatarbunar a fost o revoltă țărănească armată de inspirație bolșevică care a avut loc în zilele de 15-18 septembrie 1924, în împrejurimile localității Tatarbunar (uneori scris și Tatar-Bunar) din Bugeac (Basarabia de Sud), care făcea pe atunci parte din România, iar în prezent este parte a Regiunii Odesa din Ucraina. Răscoala a fost condusă de un comitet revoluționar prosovietic care a cerut unificarea cu RSS Ucraineană și sfârșitul presupusei „ocupații românești în Basarabia”.
Autoritățile Regatului României au privit acest incident ca pe o acțiune teroristă inițiată și sprijinită de Uniunea Sovietică, care încerca să destabilizeze situația din țară și pregătea o incursiune a Armatei Roșii în România cu scopul de a ocupa Basarabia. Incidentul a fost pus în legătură cu planul Cominternului cu privire la România, conceput de Federația Comunistă Balcanică și liderul comunist bulgar Vasil Kolarov (secretar general al Cominternului în 1922-1924) la mijlocul anului 1924 — implicând o acțiune simultană a trupelor sovietice și a organizațiilor comuniste de pe teritoriul Basarabiei.
Unele surse pun accentul pe rolul jucat de agenții Cominternului, al căror obiectiv anti-România Mare a fost promovarea moldovenismului (mai târziu, în același an, a fost înființată Republica Socialistă Sovietică Autonomă Moldovenească în regiunea Transnistria a RSS Ucrainene). Localitatea Tatarbunar și împrejurimile erau zone cu o populație românească minoritară, aici locuind în principal alte grupuri etnice, însă nici un grup etnic nu alcătuia o majoritate.

## Context

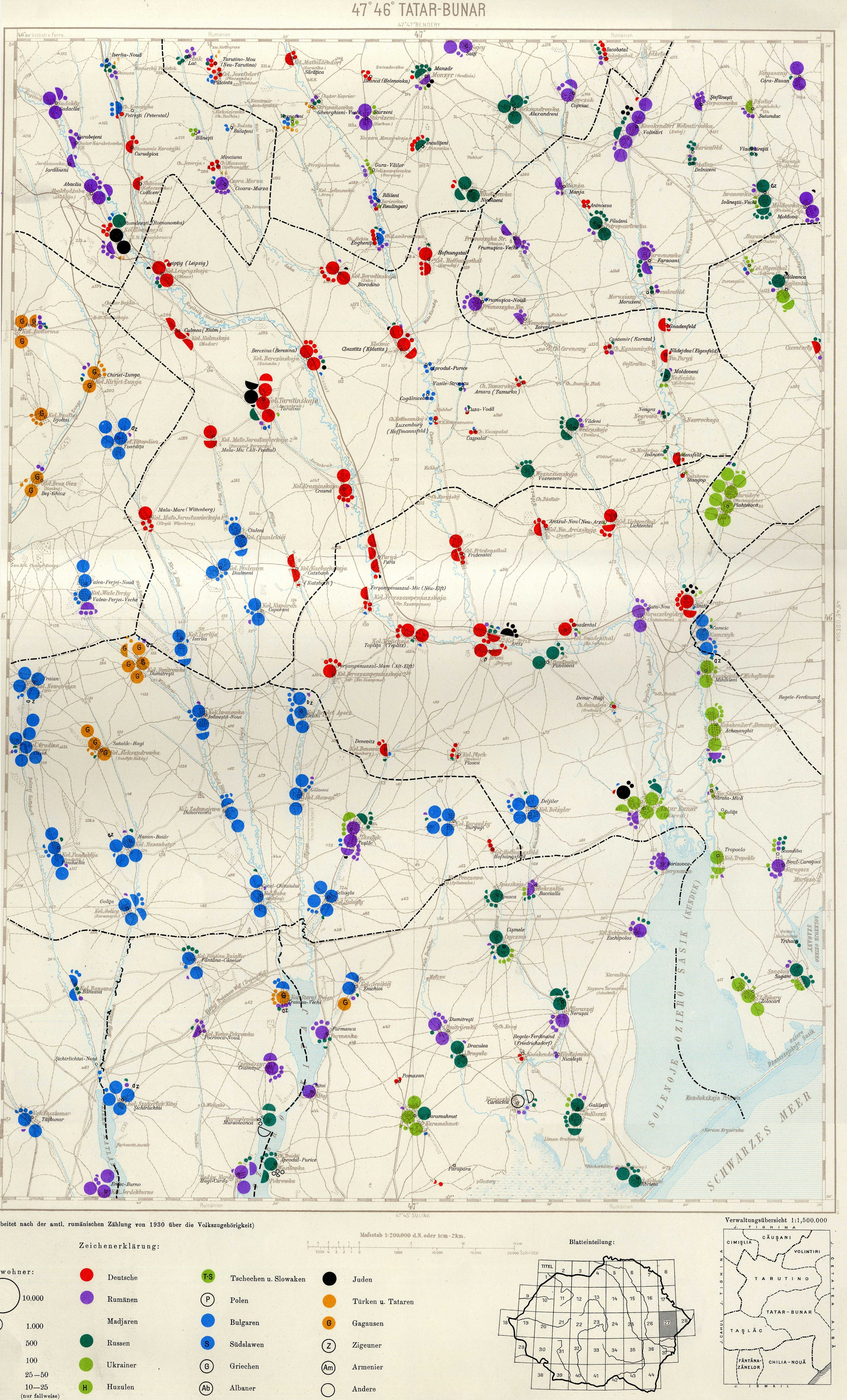
Compoziția etnică a localității Tatarbunar și a împrejurimilor sale în anul 1930

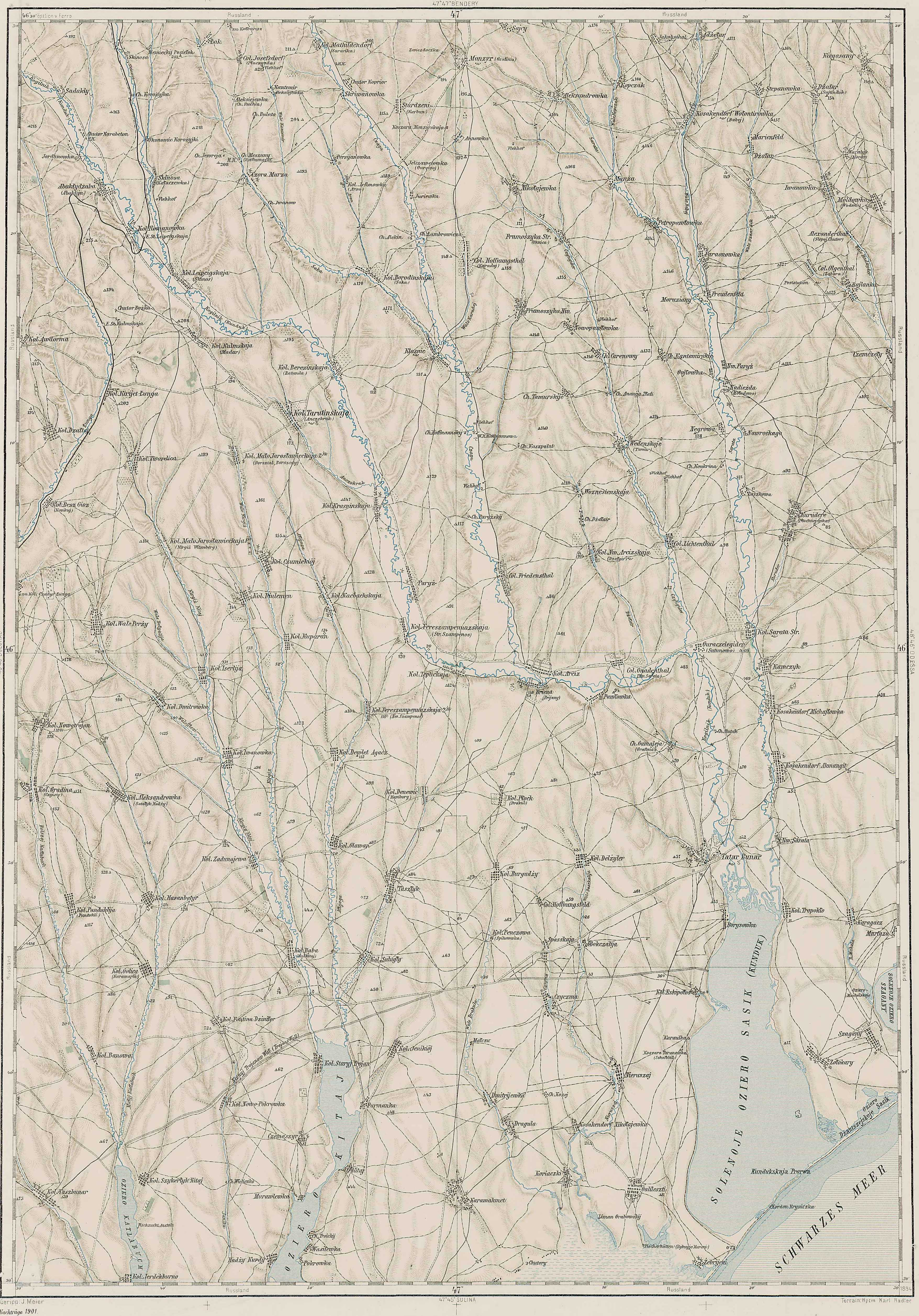
Harta topografică a localității Tatarbunar și a împrejurimilor sale în perioada premergătoare Primului Război Mondial

După primul război mondial, relațiile dintre România și URSS au devenit încordate. Printre motivele care au stat la baza acestora s-a aflat faptul că statul sovietic nu recunoștea actul Unirii Basarabiei cu România. În decembrie 1923, a avut loc Conferința a VI-a a Federației Comuniste Balcanice în care s-a adoptat o rezoluție prin care se condamna ceea ce a fost numit caracterul expansionist al României. Statului român i se reproșa că în 1918, profitând de slăbiciunea Rusiei, a anexat „mari părți ale altor popoare”.
În martie 1924, au început la Viena negocieri diplomatice româno-sovietice pentru detensionarea relațiilor bilaterale. Statul român nu recunoștea URSS și nu avea relații diplomatice cu acest stat. Încă de la început, delegația sovietică a pus în discuție problema Basarabiei, teritoriu care fusese anexat de Imperiul Țarist în 1812, transformat în gubernie, și care se unise în 1918 cu România. Diplomatul sovietic Maxim Litvinov a prezentat guvernului român condus de Ion I.C. Brătianu un plan de desfășurare a unui plebiscit în Basarabia. La 2 aprilie 1924, delegația română a respins propunerea sovietică de a organiza un plebiscit în Basarabia și a întrerupt negocierile cu Uniunea Sovietică.
Ca ripostă la întreruperea negocierilor, la 6 aprilie 1924 la Moscova, adjunctul lui Litvinov a făcut corespondentului ziarului Pravda următoarea declarație: „Până la desfășurarea unui referendum, vom considera Basarabia ca parte integrantă a Ucrainei și a Uniunii Sovietice”. La 28 iulie 1924, Partidul Comunist din România a fost scos în afara legii printr-un decret emis de regele României.
La 8 august 1924, Vasil Kolarov și alții au conceput un plan pentru declanșarea unei revoluții comuniste în România, în urma căreia Basarabia să fie anexată de URSS. Autorii planului se bazau pe faptul că țăranii basarabeni erau nemulțumiți de politica agricolă a guvernului român, în special de reforma agrară din 1921. Situația țăranilor se agravase ca urmare a secetei din vara anului 1924, care a cauzat foamete în sudul Basarabiei.

## Desfășurarea
În vara anului 1924 au avut loc primele acțiuni de pregătire a declanșării rebeliunii. La 2 iunie 1924, un grup de oameni înarmați a încercat să traverseze Nistrul într-o luntre și să debarce pe malul drept. Grănicerii români a somat grupul să se oprească, dar intrușii au deschis focul. În apărarea celor care încercau să intre fraudulos în România au intervenit grănicerii sovietici care au deschis focul asupra malului românesc. Conform rapoartelor grănicerilor, unele grupuri înarmate ar fi reușit să treacă Nistrul fără să fie observate .
Andrei Kliușnikov, comisar politic sovietic cunoscut sub pseudonimul Nenin, a desfășurat o acțiune de înființare a unor comitete revoluționare bolșevice în județele Cahul, Ismail și Cetatea Albă din Bugeac. Au fost răspândite materiale propagandistice (broșuri și manifeste revoluționare) care denunțau ocupația românească a Basarabiei și chemau la unitatea populației basarabene pentru proclamarea unei republici sovietice.
S-a format un Comitet Revoluționar, compusă din Andrei Kliușnikov, Iustin Batișcev, Nikita Lisovoi, Ivan Bejan (zis Kolțov), Leonte Țurcan, Grigori Cernenko și Andrei Stanțenko. Comitetul urma să declanșeze la Tatarbunar o revoltă armată împotriva autorităților române, cu sprijinul organizațiilor comuniste din Basarabia. Conducătorii operațiunii sperau ca întreaga populație din Basarabia să se răscoale împotriva armatei române și că mișcarea revoluționară va cuprinde întreaga Basarabie.
La 12 septembrie 1924, un grup de 27 persoane mascate a trecut Nistrul și a ocupat localitatea Nicolaievka din județul Ismail. Rebelii au tăiat firele telefonice și telegrafice, apoi au intrat cu forța în primărie, unde i-au ucis pe primar, pe soția acestuia și pe jandarmi. Ei i-au jefuit pe țărani de alimente.
La 15 septembrie 1924, în casa lui Chirilă Nazarenko din Tatarbunar a avut loc o adunare a comitetului revoluționar bolșevic, cu care prilej, Nenin a întocmit planul atacului ce urma să fie declanșat în acea seară asupra comunei Tatarbunar, precum și planurile de desfășurare a revoluției în alte sate sud-basarabene. În aceeași seară, conducătorii insurgenți din Tatarbunar Nikita Lisovoi și Iustin Batișcev i-au adunat pe membrii comitetelor revoluționare la casa lui Chirilă Nazarenko, unde se afla Nenin, pentru a fi înarmați și repartizați pe grupe, cu scopul de a începe atacul în comuna Tatarbunar.
În noaptea de 15/16 septembrie, rebelii au pus stăpânire pe comună, fiind tăiate firele telefonice, instalate santinele la toate intrările și ieșirile comunei, precum și pe străzile principale și arborate drapele roșii. Un grup condus de Grigori Cernenko a atacat postul de jandarmi și i-a omorât pe comandant și pe cei doi soldați. Nenin le-a comunicat autorităților din sat (primarul, perceptorul, notarul, dirigintele oficiului poștal și toți funcționarii) că este revoluție, iar Basarabia s-a proclamat „republică moldovenească sovietică”. Sătenii au fost convocați la sediul primăriei, unde Nenin a ținut un discurs în care afirma că în Basarabia se instalase puterea sovietică și că localitatea nu mai aparținea României. El le-a comunicat sătenilor că Armata Roșie a intrat în Basarabia pentru a alunga armatele române și le-a cerut să se înarmeze și să lupte contra trupelor române. Pentru a arăta că sprijină rebeliunea, în zilele de 15, 16 și 17 septembrie, artileria sovietică din Ovidiopol, pe malul stâng al Nistrului, efectua manevre militare de tragere.
În acea seară, bande de agitatori bolșevici de câte 20-30 de persoane au preluat conducerea și în satele Cișmele, Achmanghit, Nerușai, Mihăileni și Galilești din sudul Basarabiei, intimidând restul populației. Rebelii au creat autorități sovietice - comitete revoluționare, unități de miliție populară și Gărzile Roșii. Numărul persoanelor răsculate s-a ridicat la 4.000-6.000 de persoane. Răsculații proveneau din etniile ucraineană, rusă, bulgară, găgăuză etc. Rebeliunea nu a fost susținută de țăranii români (moldoveni) din Basarabia și  de germanii basarabeni.
Comandantul român al postului de jandarmi din Achmanghit a reușit să fugă în satul Sărata, unde a strâns un grup de 40 de voluntari de etnie germană. În dimineața zilei de 16, voluntarii au deschis focul asupra rebelilor conduși de Ivan Bejan și au luptat câteva ore până când comuniștii au auzit că se apropia armata și s-au retras spre Tatarbunar .
Pentru înăbușirea rebeliunii, guvernul României a trimis trupe de artilerie din Corpul III al Armatei Române și o unitate de marină. Primele unități militare de la Cetatea Albă au ajuns în zonă în seara zilei de 16 septembrie 1924 și s-au luptat cu rebelii la podul dintre Tatarbunar și Achmanghit, împușcându-l mortal pe Ivan Bejan (Kolțov). Între timp, Nenin s-a dus la Cișmele unde avea ascunse arme și muniții la Andrei Stanțenco, unul dintre liderii revoltei . Rebelii de acolo se luptau cu armata română care venea dinspre vest.
În dimineața zilei de 17, Nenin a decis să se retragă la Tatarbunar. Luptele au continuat în jurul comunei toată ziua, iar spre seară Nenin a dat ordin trupelor sale (care numărau acum aproximativ 200 de oameni) să se retragă la sud spre satul Nerușai, unde urmau să fie sprijiniți de Leonte Țurcan, care dispunea de un stoc mare de arme ascunse.
În zorii zilei de 18 septembrie, trupele române au luat cu asalt Tatarbunarul - centrul răscoalei, supunând localitatea unui atac de artilerie. Nereușind să țină piept armatei, Nenin a renunțat la luptă și a ordonat rebelilor retragerea spre Galilești, apoi să încerce să ajungă la Marea Neagră într-un punct numit Volcioc. Pe drum, trupele rebelilor au fost atacate de o patrulă de frontieră, compusă din 20 de soldați, care s-a luptat cu insurgenții până li s-a terminat muniția, după care au fost capturați și dezarmați. Ulterior, rebelii au fost ajunși de un detașament mai mare de soldați, s-au luptat cu ei, dar nu au reușit să reziste. Armata a reușit să captureze 120 de rebeli.
În același timp, liderii revoltei, Nenin și Iustin Batișcev, au fugit cu un automobil, pe care l-au abandonat dincolo de Galilești. S-au ascuns într-o porumbiște, dar Batișcev l-a părăsit pe Nenin în timp ce acesta dormea, luând cu el și cei 200.000 lei rămași din banii jefuiți de la oamenii din Tatarbunar. A fost capturat ulterior de armată. După ce s-a trezit singur și a observat lipsa banilor, Nenin a fugit spre mlaștinile sărate de pe malul mării, dar la 19 septembrie a fost suprins de un jandarm care l-a împușcat mortal.
La 19 septembrie, după trei zile de lupte în care au murit sute de rebeli (potrivit unor surse peste 3.000) și au fost arestați 489 (287 dintre aceștia fiind judecați) Kliușnikov și alți lideri ai rebelilor au fost uciși în timpul luptelor cu trupele românești., revolta a fost înăbușită. După alte patru zile, au fost stinse și celelalte focare ale răscoalei.

## Efectele răscoalei

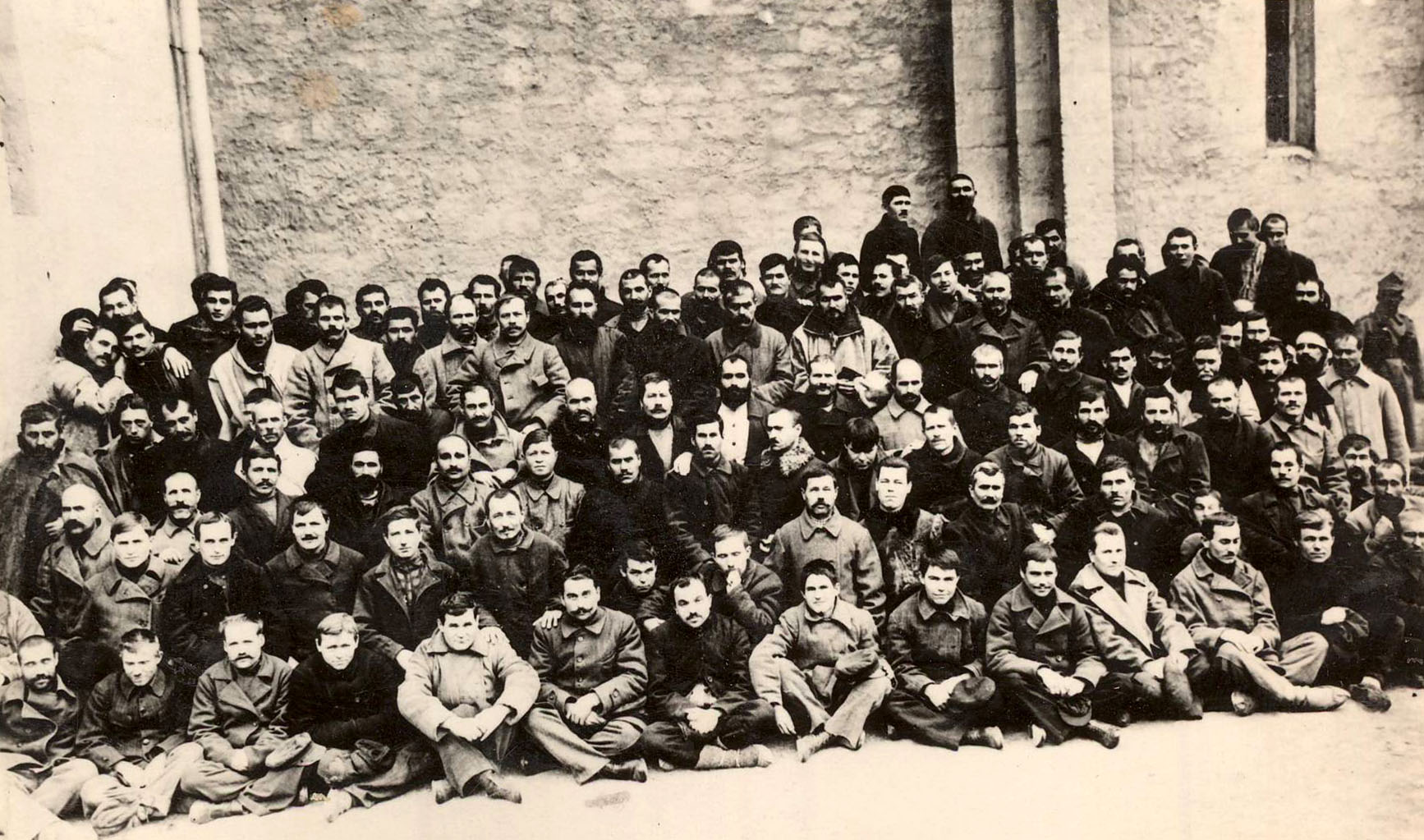
Țărani din Tatarbunar (1924).

În perioada 24 august - 2 decembrie 1925, timp de mai bine de trei luni (103 zile), s-a desfășurat la Chișinău procesul participanților la revolta armată de la Tatarbunar (supranumit în presă „Procesul celor 500”). Dosarul conținea aproximativ 70.000 de pagini, iar verdictul 180. În cursul procesului au fost anchetate peste 500 de persoane, dintre care 287 au fost inculpate. Avocatul apărării a fost Constantin Costa-Foru.
După finalizarea procesului, majoritatea celor arestați au fost achitați de instanță. Un număr de 85 rebeli au fost condamnați la pedepse cu închisoarea: majoritatea la pedepse între 6 luni și 6 ani, doi la 15 ani muncă silnică și Iustin Batișcev la muncă silnică pe viață. Dintre cei 85 de condamnați, niciunul nu era român. În acest proces s-a intenționat demonstrarea faptului că Răscoala de la Tatarbunar a fost organizată de URSS.
Procesul a atras reacția vehementă a propagandei sovietice, precum și atenția opiniei publice internaționale; personalități ale științei și culturii ca Romain Rolland, Maxim Gorki, Paul Langevin, Theodore Dreiser, Albert Einstein, Upton Sinclair, George Bernard Shaw, Louis Aragon, Thomas Mann ș.a., au luat apărarea inculpaților. În noiembrie 1925 a sosit la Chișinău o delegație vest-europeană condusă de Henri Barbusse, scriitor francez de convingeri comuniste, care a asistat la proces.
Cu toate acestea, grupurile socialiste din România au condamnat rebeliunea; liderul Federației Socialiste, Ilie Moscovici, a scris în 1925:
"La Tatar Bunar, au fost implicați agenții provocatori ai Internaționalei a III-a, care, jucându-se cu viețile țăranilor basarabeni, au vrut să dovedească Europei că basarabenii sunt în favoarea inexistentei și ridicolei «Republici Moldovenești».
Niște țărani din câteva comune izolate nu au putut alunga jandarmii [...] câțiva agenți provocatori asigurându-i că revoluția a început în toată Basarabia sau că armatele sovietice au pătruns sau erau pe cale să intre."
Această viziune a evenimentelor a fost împărtășită de cel puțin un observator extern, profesorul american Charles Upson Clark de la Columbia University, după care:
"[...] rebeliunea de la Tatar-Bunar a fost în esență exemplu cel mai frapant al unui raid comunist, organizat din afară [...] și nu o revoluție locală împotriva condițiilor intolerabile datorate asupririi românești, așa cum a fost prezentată de către presa socialistă din toate țările."
Printre participanți s-a aflat și viitorul scriitor moldovean Daniel Șehter, care, în urma răscoalei, a fost încarcerat la închisoarea Doftana.

## Urmări

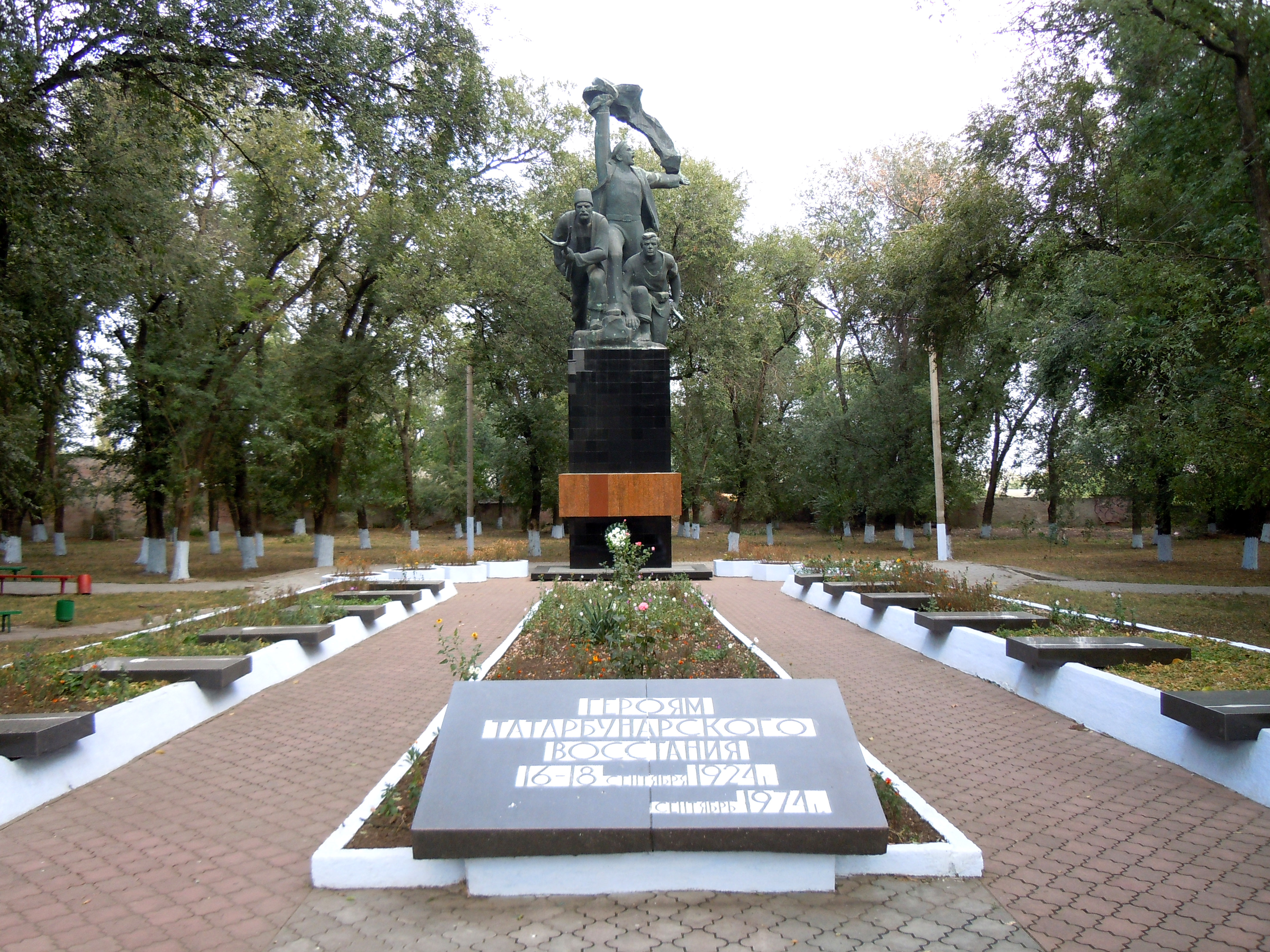
Monumentul comemorativ ridicat în memoria răsculaților, în timpul ocupației sovietice a Basarabiei

Ca urmare a eșecului tentativei de lovitură de stat din Basarabia, conducerea URSS a hotărât la 12 octombrie 1924 înființarea pe malul stâng al Nistrului a unui stat artificial denumit Republica Autonomă Sovietică Socialistă Moldovenească, cu capitala în orașul Balta. Noua republică autonomă făcea parte din RSS Ucraineană și avea 210 km lungime și 95 km lățime.
În 1926, scriitorul comunist Henri Barbusse a scris cartea Călăii, în care își descria experiența participării la „Procesul celor 500”.
În timpul ocupației sudului Basarabiei de către URSS, la Tatarbunar a fost construit un monument închinat memoriei răsculaților.
În urma acestei rebeliuni, guvernul român liberal a decis interzicerea definitivă a Partidului Comunist, după ce alte două legi l-au slăbit considerabil, prin legea "Mârzescu".
În 1974, autoritățile sovietice au realizat filmul Mînia, regizat de Nicolae Ghibu, care are la bază viziunea sovietică a revoltei.